# رود بیروت

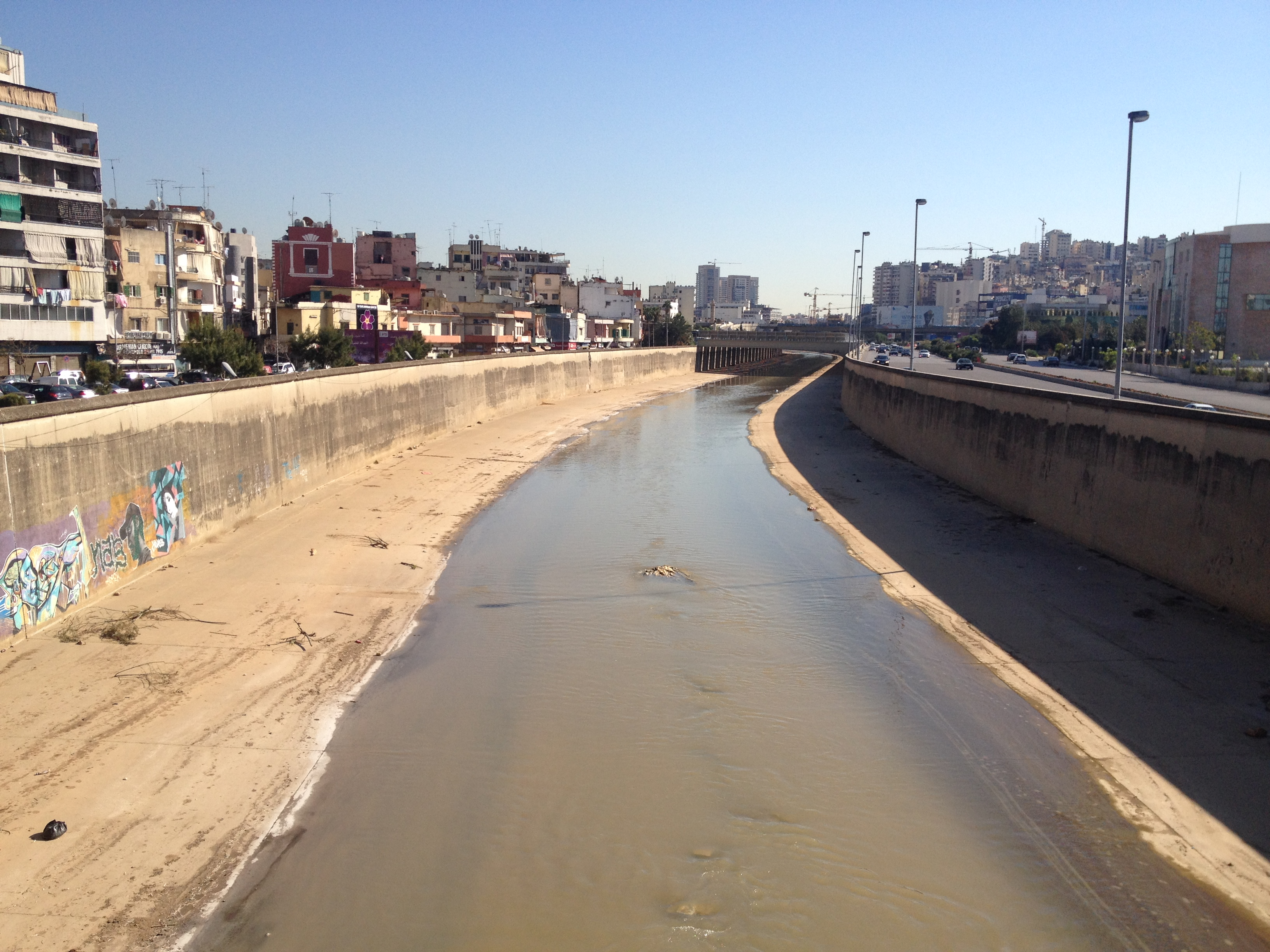
رودخانه بیروت

رود بیروت یا رودخانه بیروت (عربی: نهر بيروت‎) رودخانه‌ای در لبنان است که شهر بیروت را از حومه شرقی آن، عمدتاً برج حمود و سن الفیل جدا می‌کند. رودخانه عمدتاً از شرق به غرب از زه‌کشی‌های برف و چشمه‌های دامنه‌های غربی کوه کنیس و انتهای جنوبی کوه سنین در نزدیکی شهرهای حمانا و فالوغا، قبل از خمیدگی به شمال و تخلیه در بیروت شرقی در شمال شرق مدیترانه جریان دارد. این رودخانه سرانجام به خلیج سنت جرج می‌ریزد. طبق افسانه‌های رایج، سنت جورج اژدها را در نقطه‌ای نزدیک دهانه رودخانه کشته است.